# ديفيد رينولدز (سائق سباق)
ديفيد رينولدز (بالإنجليزية: David Reynolds)‏ هو سائق سباق أسترالي، ولد في 3 يوليو 1985 في ألبوري في أستراليا.

## وصلات خارجية
- ديفيد رينولدز على موقع Racing-Reference.info (الإنجليزية)
- ديفيد رينولدز على موقع DriverDB.com (الإنجليزية)